# Yolane Kukla
Yolane Nicole Kukla (ur. 29 września 1995 w Brisbane) – australijska pływaczka, specjalizująca się głównie w stylu dowolnym i motylkowym.
Mistrzyni olimpijska z Londynu (2012) w sztafecie 4 x 100 m stylem dowolnym.